# Marino Baldini
Marino Baldini (né le 12 juillet 1963 à Poreč) est un homme politique croate, ancien député européen du Parti social-démocrate de Croatie.
C'est l'ancien maire de Visinada.